# 福島県道198号庭坂停車場線
福島県道198号庭坂停車場線（ふくしまけんどう198ごう にわさかていしゃじょうせん）は、福島県福島市にある一般県道である。

## 路線概要
- 起点：福島県福島市町庭坂字畑外（JR奥羽本線庭坂駅前）
- 終点：福島県福島市町庭坂字新町
- 総延長：444 m[1]
  - 実延長：総延長に同じ
- 路線認定年月日：1959年8月31日[2]

## 通過する自治体
- 福島県
  - 福島市

## 接続・交差する道路
- 福島県道5号上名倉飯坂伊達線（町庭坂字新町 終点）

## 沿線
- JR庭坂駅